# Pycnonotus barbatus

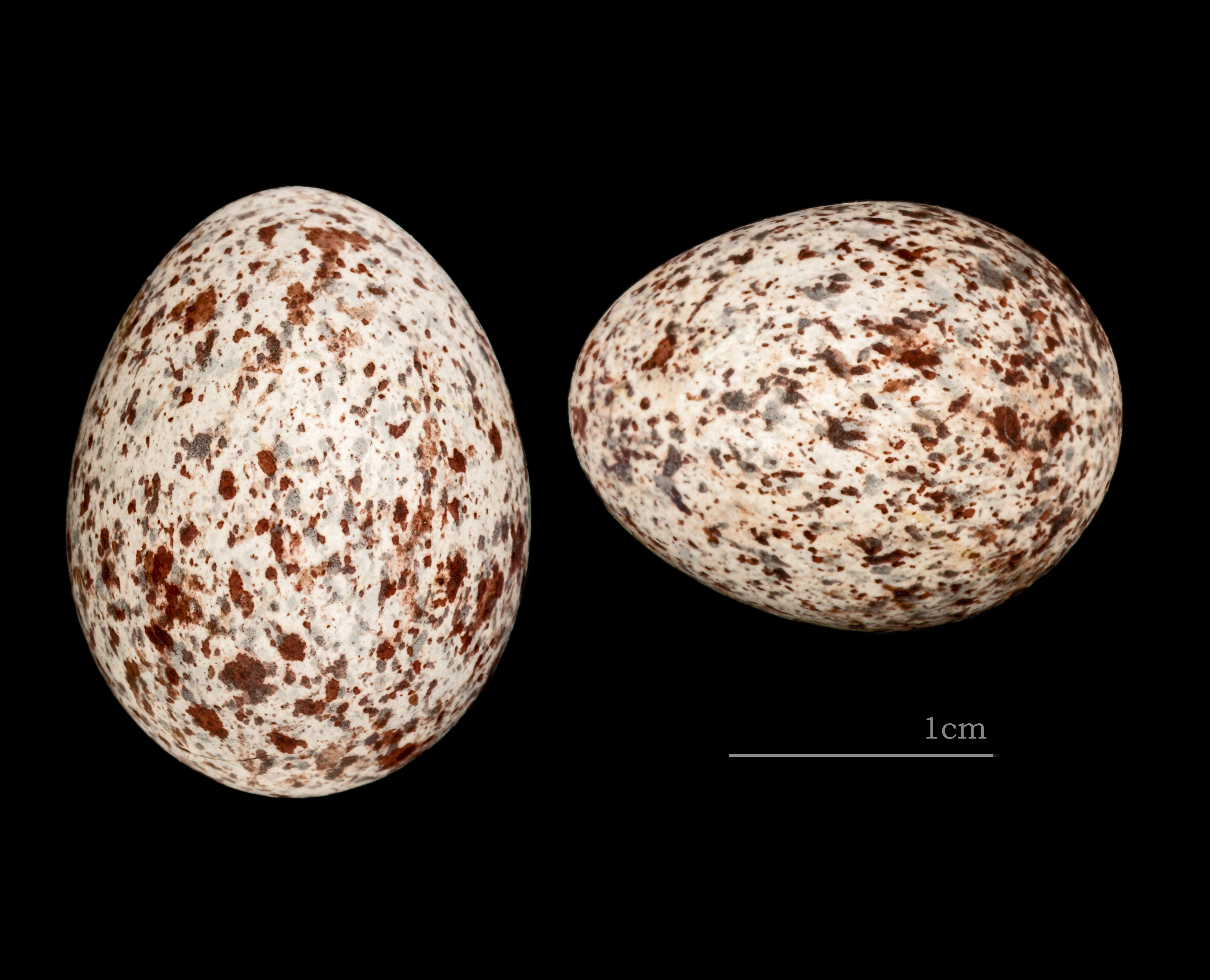
Pycnonotus barbatus barbatus

Pycnonotus barbatus là một loài chim trong họ Pycnonotidae.